# Leptobatopsis appendiculata
Leptobatopsis appendiculata är en stekelart som beskrevs av Setsuya Momoi 1960. Leptobatopsis appendiculata ingår i släktet Leptobatopsis och familjen brokparasitsteklar. Inga underarter finns listade i Catalogue of Life.